# Бороздна, Иван Владиславович
Иван Владиславич (Владимирович) Бороздна (укр. Іван Бороздна; 1??? — около 1740 года) — генеральный бунчужный и генеральный судья Войска Запорожского, с 1731 года по 1740 год.

## Биография
Иван Владиславович (Владимирович) Бороздна из старинного русского дворянского рода, происходящего от Ивана Бороздны, умершего до 1620 году. Знатный товарищ войсковой (1716 год), бунчуковый товарищ (1725—1727 годы), был в Сулацком походе (1725—1727 годы).

## Семья
- Отец — Владислав Лаврентьевич Бороздна.
- Жена — Марфа Андреевна.
- Брат — Николай Владиславович Бороздна.
- Сестры — Серафима, Евдокия.